# قنات كلنتر (محمد أباد كرمان)
قنات کلنتر (بالفارسية: قنات کلنتر) هي منطقة سكنية تقع في إيران في Mohammadabad Rural District. يقدر عدد سكانها بـ 250 نسمة بحسب إحصاء 2016.